# Pfarrhaus (Durach)

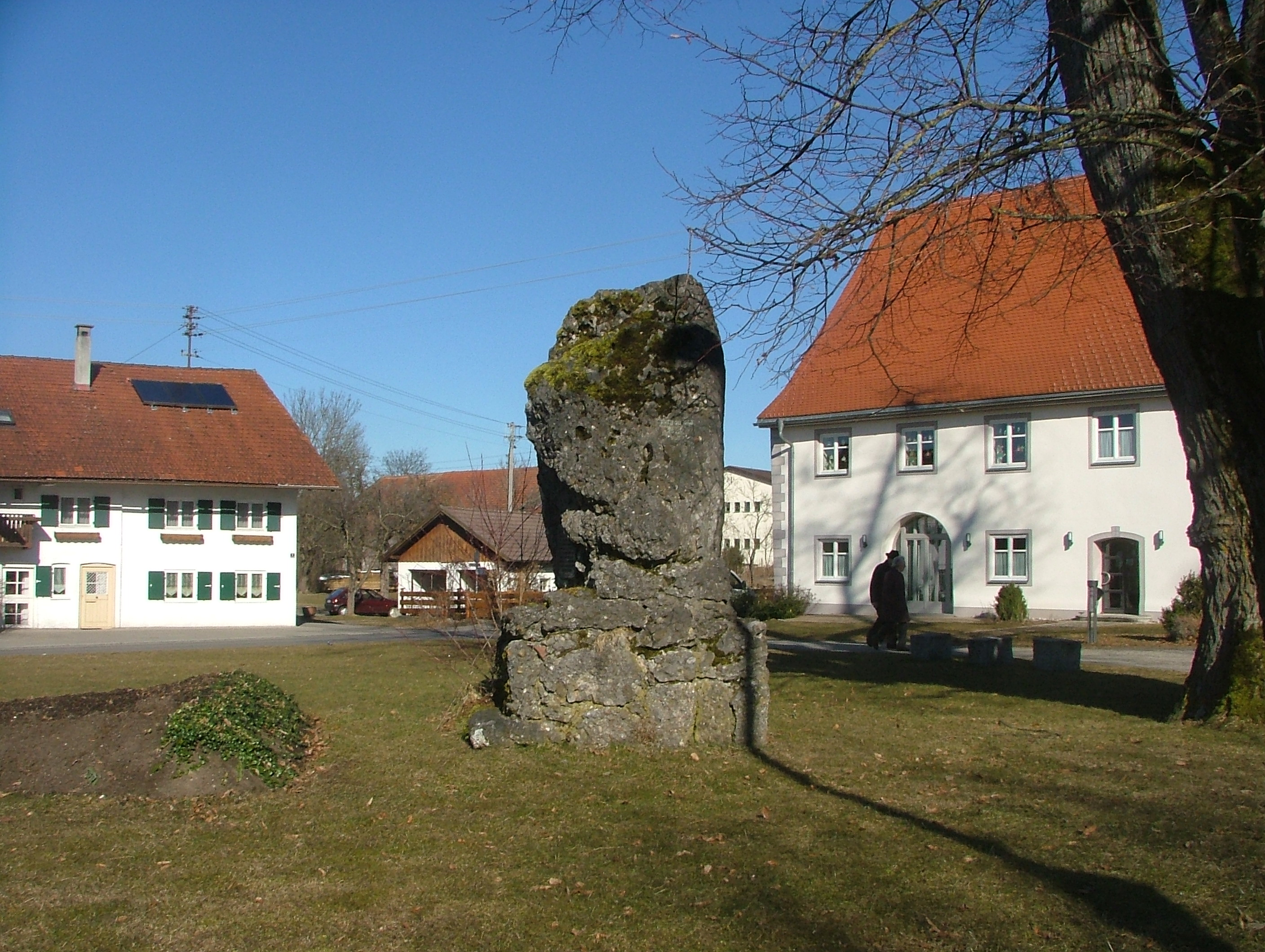
Pfarrhaus in Durach

Das Pfarrhaus in Durach, einer Gemeinde im Landkreis Oberallgäu im bayerischen Regierungsbezirk Schwaben, wurde 1561 errichtet. Das Pfarrhaus an der Vorwaldstraße 2 ist ein geschütztes Baudenkmal.
Der zweigeschossige Bau mit steilem Satteldach ist im Giebel mit der Jahreszahl 1561 bezeichnet.